# سيمون فرانسوا برنارد
سيمون فرانسوا برنارد (بالفرنسية: Simon François Bernard)‏ هو جراح وطبيب فرنسي، ولد في 1817 في قرقشونة في فرنسا، وتوفي في 1862 في لندن في المملكة المتحدة.